# جانی کلمنتشیچ
جانی کلمنتشیچ (انگلیسی: Jani Klemenčič؛ زادهٔ ۲۱ september ۱۹۷۱ (۵۳ سال)) ورزشکار روئینگ اهل اسلوونی است.
وی در مسابقات کشوری و بین‌المللی در مجموع برندهٔ ۲ مدال برنز شده‌است.